# Zmeurată
Zmeurata este o băutură alcoolică preparată din zmeură fermentată cu zahăr și cu alcool.